# 第13回ゴールデンラズベリー賞
第13回ゴールデンラズベリー賞は、第65回アカデミー賞授賞式前日の1993年3月20日にハリウッド・ルーズベルト・ホテルで発表・授賞式が行われた。

## 受賞とノミネートの一覧
受賞は太字、それ以外はノミネートである。

### 最低作品賞
- ボディガード
- コロンブス
- 愛という名の疑惑
- ニュージーズ
- 嵐の中で輝いて

### 最低男優賞
- ケビン・コスナー - ボディガード
- マイケル・ダグラス - 氷の微笑、嵐の中で輝いて
- ジャック・ニコルソン - ホッファ、お気にめすまま
- シルヴェスター・スタローン - 刑事ジョー/ママにお手あげ
- トム・セレック - Oh!大迷惑?!

### 最低女優賞
- キム・ベイシンガー - 愛という名の疑惑
- ロレイン・ブラッコ - ザ・スタンド、赤い殺意
- メラニー・グリフィス - 嵐の中で輝いて、刑事エデン/追跡者
- ホイットニー・ヒューストン - ボディガード
- ショーン・ヤング - ラブ・クライム 官能の罠

### 最低助演男優賞
- アラン・アルダ - 暗闇のささやき
- マーロン・ブランド - コロンブス
- ダニー・デヴィート - バットマン・リターンズ
- ロバート・デュヴァル - ニュージーズ
- トム・セレック - コロンブス

### 最低助演女優賞
- アン＝マーグレット - ニュージーズ
- エステル・ゲティ - 刑事ジョー/ママにお手あげ
- トレイシー・ポラン - 刑事エデン 追跡者
- ジーン・トリプルホーン - 氷の微笑
- ショーン・ヤング - モンテカルロ殺人事件

### 最低監督賞
- ダニー・デヴィート - ホッファ
- ジョン・グレン - コロンブス
- バリー・レヴィンソン - トイズ
- ケニー・オルテガ - ニュージーズ
- デヴィッド・セルツァー - 嵐の中で輝いて

### 最低脚本賞
- ボディガード - ローレンス・カスダン
- コロンブス - ジョン・ブライリー、ケイリー・ベイツ、マリオ・プーゾ
- 愛という名の疑惑 - ウェズリー・ストリック、ロバート・バーガー
- 嵐の中で輝いて - デヴィッド・セルツァー、原作のスーザン・アイザック
- 刑事ジョー/ママにお手あげ - ブレイク・スナイダー、ウィリアム・オズボーン、ウィリアム・デイヴィス

### 最低新人賞
- ジョージ・コラフェイス - コロンブス
- ケビン・コスナーの角刈り - ボディガード
- ホイットニー・ヒューストン - ボディガード
- ポーリー・ショア - 原始のマン
- 初お目見えのシャロン・ストーンのヘア - 氷の微笑

### 最低主題歌賞
- "Book of Days" - 遥かなる大地へ
- "High Times, Hard Times" - ニュージーズ
- "Queen of The Night" - ボディガード